# Rajd Francji 1990
Rajd Korsyki 1990 - Rajd Francji (34. Tour de Corse - Rallye de France) – 34 Rajd Korsyki rozgrywany we Francji w dniach 6-9 maja. Była to czwarta runda Rajdowych Mistrzostw Świata w roku 1990. Rajd został rozegrany na asfalcie. Baza imprezy była zlokalizowana we Francji na Korsyce w miejscowości Ajaccio. 

## Wyniki końcowe rajdu[1]
| Msc. | Kierowca             | Pilot               | Samochód                   | Czas    | Strata | Grupa | Punkty |
| ---- | -------------------- | ------------------- | -------------------------- | ------- | ------ | ----- | ------ |
| 1    | Didier Auriol        | Bernard Occelli     | Lancia Delta Integrale 16V | 6:45.16 | 0.0    | A8    | 20     |
| 2.   | Carlos Sainz         | Luis Moya           | Toyota Celica GT-Four      | 6:45.52 | +0.36  | A8    | 15     |
| 3.   | François Chatriot    | Michel Périn        | BMW M3                     | 6:49.05 | +3.49  | A8    | 12     |
| 4.   | Bruno Saby           | Daniel Grataloup    | Lancia Delta Integrale 16V | 6:51.12 | +5.56  | A8    | 10     |
| 5.   | Raimund Baumschlager | Ruben Zeltner       | Volkswagen Golf GTI 16V    | 7:21.26 | +36.10 | A7    | 8      |
| 6.   | Laurent Poggi        | Edouard Buresi      | Citroën AX Sport           | 7:23.30 | +38.14 | A5    | 6      |
| 7.   | Claude Balesi        | Jean-Paul Cirindini | Renault 5 GT Turbo         | 7:24.05 | +38.49 | N4    | 4      |
| 8.   | Alain Oreille        | Michel Roissard     | Renault 5 GT Turbo         | 7:25.37 | +40.21 | N4    | 3      |
| 9.   | Paola De Martini     | Umberta Gibellini   | Audi 90 Quattro            | 7:31.20 | +46.04 | A8    | 2      |
| 10.  | Sylvain Polo         | Hervé Sauvage       | Renault 5 GT Turbo         | 7:31.56 | +46.40 | N4    | 1      |

## Klasyfikacja po 4 rundach
Tabele przedstawiają tylko pięć pierwszych miejsc.

### Kierowcy
| Lp. | Kierowca        | Pkt |
| --- | --------------- | --- |
| 1   | Didier Auriol   | 55  |
| 2   | Carlos Sainz    | 40  |
| 3   | Massimo Biasion | 32  |
| 4   | Juha Kankkunen  | 27  |
| 5   | Björn Waldegård | 20  |

### Producenci
| Lp. | Producent | Pkt |
| --- | --------- | --- |
| 1   | Lancia    | 77  |
| 2   | Toyota    | 54  |
| 3   | BMW       | 14  |
| 4   | Renault   | 12  |
| 5   | Mazda     | 12  |